# Nogi Maresuke
Nogi Maresuke (乃木 希典, Edo, 25 de dezembro de 1849 – Tóquio, 13 de setembro de 1912), ou Kiten, Conde Nogi, foi um importante militar japonês que desempenhou um papel importante na Guerra Russo-Japonesa. Ele era considerado um herói nacional e um modelo de lealdade feudal e auto-sacrifício, por fim chegando ao suicídio. Está sepultado do cemitério de Aoyama.